# Karl Eugen Dühring
Karl Eugen Dühring (Berlim, 12 de janeiro de 1833 — Nowawes, 21 de setembro de 1921) foi um filósofo e economista alemão.
Ensinou filosofia na Universidade de Berlim (1864 a 1867).[carece de fontes?] Partidário do ateísmo, combateu a concepção judaico-cristã e, antes de Nietzsche, interpretou o cristianismo como expressão de um ressentimento dos fracos.
Em economia política, foi discípulo de List e Carey, cujas ideias expôs com um notável espírito científico.
Adversário do socialismo marxista, esforçou-se sempre por fazer sobressair a importância dos fatores morais e pessoais na economia.
Sua obra contém críticas e polêmicas contra a cultura oficial alemã de sua época. Diversas de suas teses antissemitas foram retomadas pelos teóricos do nazismo.

## Obras
- Kapital und Arbeit, 1865 Digitalisat.
- Der Wert des Lebens, 1865 Digitalisat.
- Naturliche Dialektik, 1865 Digitalisat
- Kritische Grundlegung der Volkswirtschaftlehre. Berlin, Eichhoff 1866 Digitalisat.
- Die Verkleinerer Carey's. Breslau 1867 Digitalisat.
- Kritische Geschichte der Philosophie von ihren Anfängen bis zur Gegenwart. Berlin, Heimann 1869 Digitalisat.
- Kritische Geschichte der allgemeinen Principien der Mechanik, 1872.
- Kursus der National- und Sozialökonomie, 1873.
- Kursus der Philosophie, 1875, ab der 4. Auflage betitelt als Wirklichkeitsphilosophie.
- Logik und Wissenschaftstheorie, 1878.
- Kritische Geschichte der Nationalökonomie und des Socialismus. 3., theilweise umgearbeitete Auflage, Fues, Leipzig 1879
- Robert Mayer der Galilei des 19. Jahrhunderts. 2 Teile in 1 Bd. Chemnitz/Leipzig, Schmeitzner/Naumann 1880-95 (Repr. 1972 ISBN 3-534-05606-X). Digitalisat
- Die Judenfrage als Racen-, Sitten- und Culturfrage mit einer weltgeschichtlichen Antwort, 1881 (Digitalisat der 5. Auflage 1901, PDF[ligação inativa]).
- Die Überschätzung Lessings und dessen Anwaltschaft für die Juden. Reuther, Karlsruhe und Leipzig 1881.
- Sache, Leben und Feinde. Als Hauptwerk und Schlüssel zu seinen sämmtlichen Schriften. Mit seinem Bildniss. Reuther, Karlsruhe und Leipzig 1882 (Autobiografie).
- Der Ersatz der Religion durch Vollkommeneres und die Ausscheidung alles Judenthums durch den modernen Völkergeist. Reuther, Karlsruhe und Leipzig 1883.
- Die Überschätzung Lessings und seiner Befassung mit Literatur. Thomas, Leipzig 1906.
- Kritische Geschichte der allgemeinen Principien der Mechanik. Von der philosophischen Fakultät der Universität Göttingen mit dem ersten Preise der Beneke-Stiftung gekrönte Schrift. Fues, 3. Auflage, Leipzig 1887.
- Die Größen der modernen Literatur populär und kritisch nach neuen Gesichtspunkten dargestellt. 2 Abtheilungen in 1 Band, Erstausgabe. Naumann, Leipzig 1893.
- Sociale Rettung durch wirkliches Recht statt Raubpolitik und Knechtsjuristerei. 1907.
- Der Werth des Lebens. Eine Denkerbetrachtung im Sinne heroischer Lebensauffassung. Siebente, wiederum durchgearbeitete Auflage, Reisland, Leipzig 1916.